# Cot Teuku Dek
Cot Teuku Dek is een bestuurslaag in het regentschap Nagan Raya van de provincie Atjeh, Indonesië. Cot Teuku Dek telt 95 inwoners (volkstelling 2010).